# Битва біля Колубари
Битва біля Колубари (серб. кир.: Колубарска битка, нім. Schlacht an der Kolubara; 16 листопада — 15 грудня 1914 року) — головний бій Першої світової війни на Балканах. Сербські війська змогли розбити 5-у і 6-у армію австрійського фельдцейхмейстера Оскара Потіорека, завдяки чому був звільнений Белград.

## Розстановка сил перед боєм
Після битви на Дрині сербська армія була змушена відступити на правий берег річки Колубари. Сербська армія мала у своєму складі 250 000 погано екіпірованих солдатів, тоді як австрійські війська чисельністю в 280 000 ні в чому не потребували.
- 16 листопада 1914 року австро-угорське балканське угрупування (5-а і 6-а армії) під командуванням фельдцейхмейстера Оскара Потіорека почала масовану атаку на позиції сербів. Метою наступу було захоплення залізничної гілки Обреновач-Валєво для поліпшення постачання військ на сербському фронті. 5-ї австро-угорської армії вдалося захопити Лазаревац, відтіснивши 2-у сербську армію.
- У свою чергу, 6-а армія 24 листопада захопила стратегічну висоту гору Мальєн близько Дивчибаре, зіпсувавши тим самим ситуацію для сербів на лівому фланзі.
- 25 листопада 5-ій армії вдалося відтіснити 2-у і 3-ю сербські армії і перейти річку Льєг, обійшовши по флангу 1-у сербську армію.

Бачачи безвихідність становища генерал Живоїн Мішич вирішив залишити позиції й відступити до міста Горні Мілановац. Він хотів відкласти неминучий бій, перегрупувати війська і зі свіжими силами розпочати контратаку. Воєвода Радомир Путнік спочатку не схвалив план генерала Мішича, так як це загрожувало втратою Белграда. Однак, дійсність переконала фельдмаршала слідувати планом Мішича.
30 листопада сербські війська залишають Белград. Оскар Потіорек вирішує зім'яти 2-у сербську армію на своєму правому фланзі, і тим самим оголює свої позиції. Фельдцейхмейстер вважав, що ослаблена 1-а сербська армія нічого не буде робити на фронті. Оскар Потіорек не дав військам перепочинок і вони були остаточно виснажені, тоді як серби відпочивали і готувалися до контрнаступу.

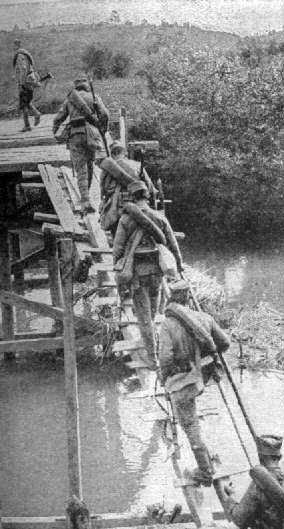
Сербські солдати під час битви біля Колубари

## Контрнаступ
Путник віддав наказ про загальний наступ сербської армії 3 грудня 1914 року. Завдяки розтягнутості австро-угорських військ серби один за одним почали розбивати корпуси 6-ї армії, захопивши 5 грудня стратегічну висоту гору Сувобор. Хоча наступ на інших ділянках фронту був не настільки вражаючим, Оскар Потіорек наказав відступити на лівий берег Колубари, щоб організувати масовану атаку на 2-у сербську армію. Подальші атаки і штурми сербських позицій не були успішними. Отримавши підкріплення, серби розгромили 8-й корпус 5-ї армії, чим змусили австро-угорські частини залишити Белград і 15 грудня сербські війська вступили до столиці.

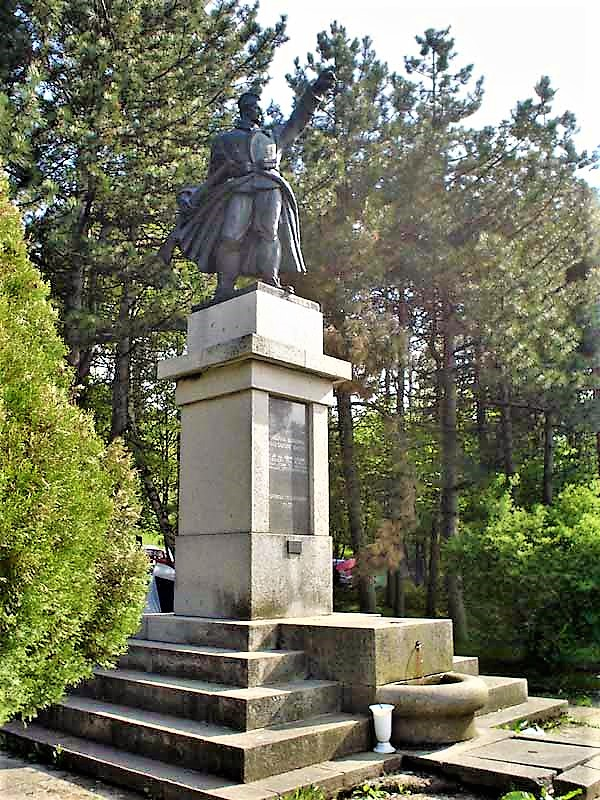
Пам'ятник сербській армії

Сербські війська здобули дуже важливу перемогу, так як 10 наступних місяців Сербія не була ареною великих битв. Втрати Сербії за весь 1914 були колосальними — 170 000 солдатів і офіцерів і ніякої надії на допомогу союзників.